# Daniel Van Daele
Daniel Van Daele (18 augustus 1952) is een Belgisch syndicalist en federaal secretaris van het Algemeen Belgisch Vakverbond (ABVV).

## Levensloop
Hij begon zijn beroepscarrière als animator in het jeugdhuis van Fontaine l'Evêque. Vervolgens ging hij aan de slag als opvoeder bij Cité de l'enfance te Marcinelle, waar hij actief werd als syndicaal delegee van het ABVV. 
Van 1991 tot 1996 was hij gewestelijk secretaris van ACOD Charleroi en vicevoorzitter van het intergewestelijk ABVV Charleroi.
Sinds 1996 is hij federaal secretaris bij deze socialistische vakbond. In deze hoedanigheid oefent hij tal van mandaten uit.